# Austrálie na Letních olympijských hrách 1960
Austrálii na Letních olympijských hrách v roce 1960 v italském Římě reprezentovalo 189 sportovců v 17 sportech. Ve výpravě bylo 160 mužů a 29 žen.

## Medailisté
| Medaile | Jméno                                                        | Sport     | Soutěž                              |
| ------- | ------------------------------------------------------------ | --------- | ----------------------------------- |
| Zlato   | Herb Elliott                                                 | Atletika  | Muži běh na 1500 m                  |
| Zlato   | Lawrence Morgan                                              | Jezdectví | Jezdecká všestrannost – jednotlivci |
| Zlato   | Lawrence Morgan Neale Lavis Bill Roycroft                    | Jezdectví | Jezdecká všestrannost – družstvo    |
| Zlato   | John Devitt                                                  | Plavání   | Muži 100 m volný způsob             |
| Zlato   | Murray Rose                                                  | Plavání   | Muži 400 m volný způsob             |
| Zlato   | John Konrads                                                 | Plavání   | Muži 1500 m volný způsob            |
| Zlato   | David Theile                                                 | Plavání   | Muži 100 m znak                     |
| Zlato   | Dawn Fraserová                                               | Plavání   | Ženy 100 m volný způsob             |
| Stříbro | Noel Freeman                                                 | Atletika  | Muži chůze na 20 km                 |
| Stříbro | Brenda Jonesová                                              | Atletika  | Ženy běh na 800 m                   |
| Stříbro | Neale Lavis                                                  | Jezdectví | Jezdecká všestrannost – jednotlivci |
| Stříbro | Neville Hayes                                                | Plavání   | Muži 200 m motýlek                  |
| Stříbro | Murray Rose                                                  | Plavání   | Muži 1500 m volný způsob            |
| Stříbro | Janice Andrew Dawn Fraserová Rosemary Lassig Marilyn Wilson  | Plavání   | Ženy štafeta 4×100 m polohový závod |
| Stříbro | Alva Colquhuon Dawn Fraserová Lorraine Crapp Ilsa Konrads    | Plavání   | Ženy štafeta 4×100 m volný způsob   |
| Stříbro | Terry Gathercole Neville Hayes Geoffrey Shipton David Theile | Plavání   | Muži štafeta 4×100 m polohový závod |
| Bronz   | David Power                                                  | Atletika  | Muži běh na 10000 m                 |
| Bronz   | Oliver Taylor                                                | Box       | Muži váha bantamová do 54 kg        |
| Bronz   | Tony Madigan                                                 | Box       | Muži váha polotěžká do 81 kg        |
| Bronz   | John Konrads                                                 | Plavání   | Muži 400 m volný způsob             |
| Bronz   | Janice Andrew                                                | Plavání   | Ženy 100 m motýlek                  |
| Bronz   | John Devitt David Dickson John Konrads Murray Rose           | Plavání   | Muži štafeta 4×200 m volný způsob   |